# Software Freedom Law Center
Il Software Freedom Law Center è un'organizzazione senza scopo di lucro che si occupa di fornire rappresentanza legale e ulteriori servizi a sviluppatori di software open source. Fondato nel febbraio 2005 da Eben Moglen con un finanziamento iniziale di 4.25 milioni di dollari dalla OSDL.

## Staff
A giugno 2021, lo staff dell'organizzazione è formato da:
- Eben Moglen, presidente
- Mishi Choudhary, direttore legale
- Tanisha Madrid-Batista, capo delle operazioni
- Daniel Gnoutcheff, amministratore dei sistemi

## Direttori
A giugno 2021, i direttori sono:
- Eben Moglen, presidente
- Diane M. Peters, consigliere generale
- Daniel Weitzner, direttore